# モンテサント鋼索線

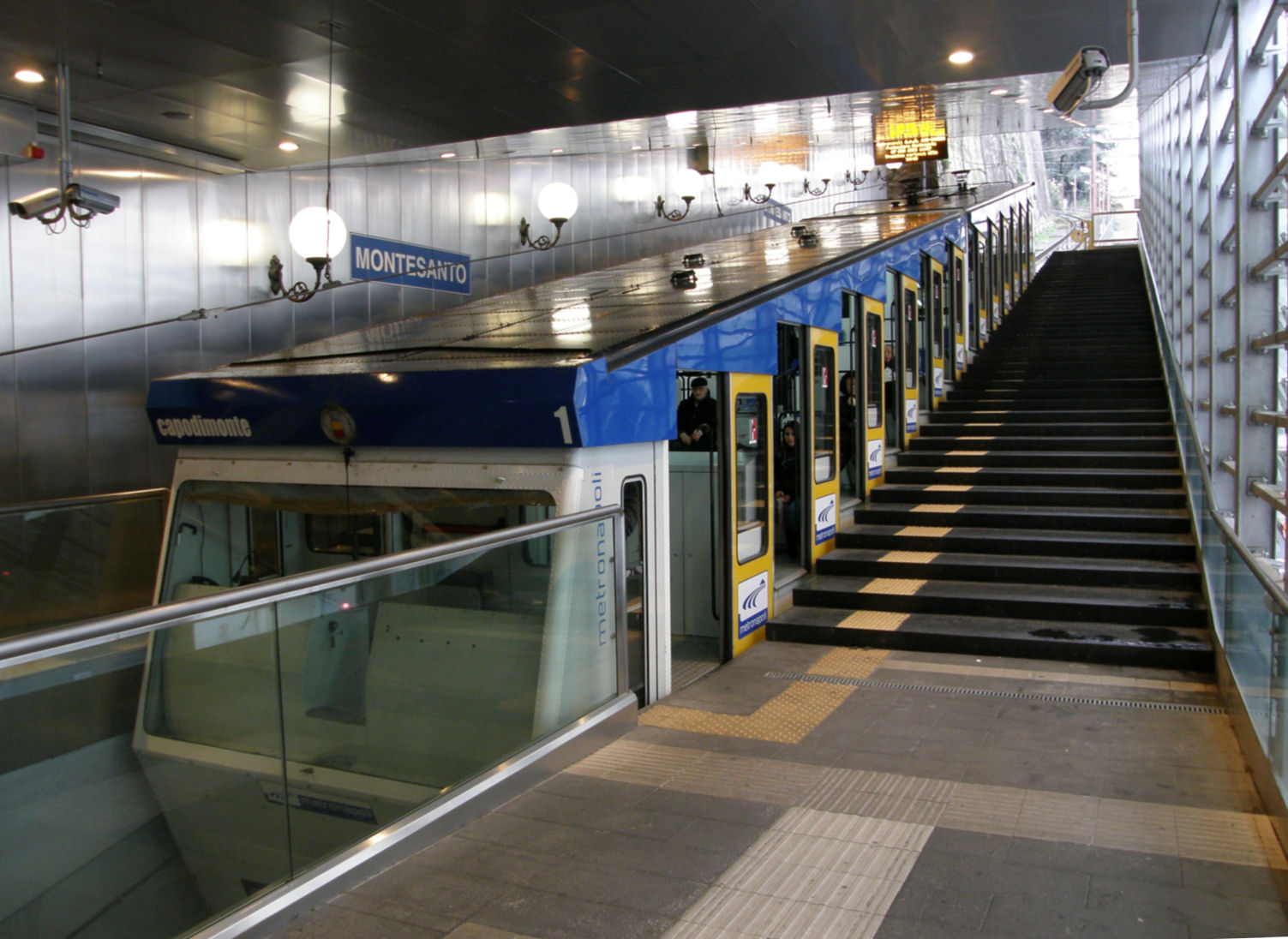
モンテサント駅に停車中の車両

モンテサント鋼索線、フニコラーレ・モンテサント (Funicolare di Montesanto) は、ナポリの街の低地とヴォーメロとを結ぶ3つのケーブルカーの一つである。
特に当路線が結ぶのは、丘の頂上部のサンテルモ城と隣接するサン・マルティーノ博物館のある地区と、ダンテ広場付近の旧市街とである。
このケーブルカーを使い良くするために、ヴァンヴィテッリ広場（Linea 1の駅がある）とケーブルカーの頂上駅のあるモルガン通りとに最近エスカレーターが設置された。
設備は1800年代の終わりにキアイア線の次に建設され、全長は825mで平均傾斜角は20.84%である。
1980年代には改装作業が行われ、最近は麓の駅が建築家シルヴィオ・ダーシャによる設計で改装中で、クマーナ線とチルクムフレグレア線（将来のLinea 5とLinea 7）の鉄道駅がすべて一つになり、少し離れているLinea 2のモンテサント駅も屋内で接続可能であると予想されている。
ケーブルカーには、四つめの駅が実現すると言われており、ヴォーメロ地区下部のラッファエッロ通り (Viale Raffaello) に
丘の凝灰岩にエレベーターを通して連絡するか、他の資料によれば4番目の駅はサンテルモ城の近くに作られ、この場合はエレベータはサンテルモ城の入り口の前に直結される様に造られる予定である。

## 路線データ
- 路線距離（営業キロ）：0.825km
- 軌間：1435mm
- 駅数：3駅（起終点駅含む）
- 高低差：168m
- 乗客数：300人

## 駅
| 駅                                                                      | 連絡                      | 備考   |
| ----------------------------------------------------------------------- | ------------------------- | ------ |
| Via Morghen （モルガン通り）                                            | linea 1                   | 操業中 |
| V.le Raffaello / Castel S.Elmo （ラッファエッロ通りまたはサンテルモ城） |                           | 建設中 |
| C.so Vittorio Emanuele （ヴィットーリオ・エマヌエーレ通り）             |                           | 操業中 |
| P.zza Montesanto （モンテサント広場）                                   | linea 2、linea 5、linea 7 | 操業中 |

## 路線図
|  |  | Morghen                               |  |
|  |  |                                       |  |
|  |  | V.le Raffaello / Castel S.Elmo 建設中 |  |
|  |  | C.so Vittorio Emanuele                |  |
|  |  |                                       |  |
|  |  |                                       |  |
|  |  | Montesanto                            |  |